# Cristo velato
Cristo velato (italienska: den beslöjade Kristus) är en skulptur i marmor utförd av Giuseppe Sanmartino. Den finns i Cappella Sansevero i Neapel.
Skulpturen, utförd 1753, har måtten 50 × 80 × 180 cm. Den anses vara ett av världens främsta skulpturala mästerverk. Antonio Canova, som en gång försökte förvärva konstverket, sade att han frivilligt skulle avstå tio år av sitt eget liv för att producera ett liknande konstverk.

## Historia och beskrivning
Cristo velato beställdes först av skulptören Antonio Corradini, men han dog en kort tid efter att ha gjort en bozzetto i terrakotta (i dag utställd på Museo nazionale di San Martino). Uppgiften gick vidare till Giuseppe Sanmartino, som fick uppdraget att skapa en "marmorskulptur som är skulpterad med största realism och representerar vår Herre Jesus Kristus i döden, täckt av en transparent slöja huggen ur samma stenblock som statyn i övrigt".

## Bilder
| - Cristo velato. |